# Chapoli, Khanapur
Chapoli là một làng thuộc tehsil Khanapur, huyện Belgaum, bang Karnataka, Ấn Độ.